# Ахмадеев, Гариф Керимович
Ахмадеев Гариф Керимович (1912-1991) — Лауреат Государственной премии СССР (1977), начальник филиала № 1 Московского вертолётного завода (1962—1976).

## Биография
Окончил в 1935 году Казанский авиационный институт и в 1950 году Академию авиационной промышленности.
В 1935—1940 работал на Казанском авиационном заводе № 124: конструктор, начальник группы, заместитель начальника конструкторского отдела. С 1940 — начальник конструкторского отдела авиационного завода № 169. После эвакуации завода № 387 Г. К. Ахмадеев — заместитель главного конструктора Г. И. Бакшаева.
В начале войны боевых самолётов не хватало, и Государственный Комитет Обороны принял решение о создании на базе учебного самолёта По-2 ночного бомбардировщика. Конструкторский отдел завода № 387 в течение одного месяца выпустил чертежи, на заводе началась конвейерная сборка ночных бомбардировщиков По-2. За годы войны завод выпустил 11344 самолёта.
После войны в ОКБ завода № 387 были разработаны мишени различного назначения. Началось их серийное производство. Мишени производились и эксплуатировались более 40 лет. Создание мишеней — одна из самых результативных и ярких страниц
истории ОКБ № 387.
В 1957 был подписан приказ о создании на базе ОКБ № 387 Филиала № 1 Московского вертолётного завода. С 1962 — начальник Филиала № 1. Под его руководством Филиал вырос в большую комплексную организацию, включающую в себя конструкторское, лабораторное, производственное подразделения и лётно-испытательную станцию. Руководил разработкой вертолёта Ми-14, внёс большой вклад в создание вертолётов Ми-1, Ми-4 и Ми-8.
Более 25 лет был председателем Государственной экзаменационной комиссии Казанского авиационного института. Избирался депутатом Казанского городского совета нескольких созывов.
Награждён орденом Октябрьской Революции, тремя орденами «Знак Почёта» и медалями.
Умер в 1991 году.

## Награды
- Орден Октябрьской Революции
- Орден «Знак Почёта» (трижды)